# Per Bergerud
Per Bergerud, född 28 juni 1956 i Flesberg, Buskerud fylke, är en norsk tidigare backhoppare som tävlade för Svene IL.

## Karriär
Per Bergerud debuterade internationellt i tysk-österrikiska backhopparveckan 1974. Hans första seger i en deltävling i backhopparveckan kom 1978 i Bergiselbacken i Innsbruck. Han vann i samma backe 1982, då han tog tredjeplatsen sammanlagt i backhopparveckan. Bergerud segrade i Holmenkollen efter en spännande duell med Johan Sætre.
Under världsmästerskapen 1982 på hemmaplan i Oslo tog han tillsammans med det norska laget, guld i lagtävlingen. Höjdpunkten i karriären kom 1985, då han vann tävlingen i stora backen och tog brons i normalbacken under världsmästerskapen i Seefeld in Tirol.
Bergerud vann åtta individuella norska mästerskap och mottog hela fem "Kongepokaler". Han deltog i tre vinter-OS, i Innsbruck 1976, i Lake Placid 1980 och i Sarajevo 1984. Bergerud tävlade nio säsonger i Världscupen och har fyra segrar i deltävlingar (Vikersund 1980, Engelberg 1981, Innsbruck 1982 och Engelberg igen 1983). Bästa placering totalt hade han säsongen 1981/1982 med sjätteplats. Samma säsong blev han trea totalt i backhopparveckan. 1985 blev han tilldelad Holmenkollenmedaljen.

## Senare karriär
Per Bergerud är numera bland annat styrelseledamot i Næringslivets Hovedorganisasjon (NHO Service) och skribent i E24.no.